# Senterungdommen
Senterungdommen är det norska Senterpartiets politiska ungdomsorganisation. Organisationen startades 1949.